# The Writer
The Writer è un brano musicale della cantante britannica Ellie Goulding, pubblicato come quarto singolo estratto dal suo album di debutto Lights il 9 agosto 2010 in Gran Bretagna sotto l'etichetta Polydor Records.

## Descrizione
Durante un'intervista, la cantante ha spiegato il significato del brano: è secondo lei la canzone più emotiva che abbia mai scritto, e parla di tutti i cambiamenti che una persona può fare pur di essere accettata da colui o colei che realmente ama.

## Video musicale
Il video musicale del brano è stato girato al faro di Happisburgh, una cittadina nel Norfolk nel giugno 2010. È stato pubblicato su YouTube l'11 luglio 2010. Nel video la cantante cammina in un campo ed esplora il faro. Include anche scene registrate in studio di lei davanti a una luce, che danno l'impressione che stia davanti a quella del faro.

## Classifiche
| Classifica (2010) | Posizione massima |
| ----------------- | ----------------- |
| Regno Unito       | 19                |